# Casais Robustos
Casais Robustos, Portugal, é uma aldeia do distrito de Santarém localizada numa encosta da Serra de Aire, pertencente à freguesia de Moitas Venda, Município de Alcanena. Tem uma população de 280 habitantes (Censos 2001) e é parte integrante do Parque Natural das Serras de Aire e Candeeiros.

## História
Sobre a história de Casais Robustos pouco há escrito, mas de geração em geração, as conversas entre as pessoas mais idosas, datam a origem desta terra de há cerca de quatrocentos anos.
Havia por essa altura, em Minde, um homem muito alto e forte, que constantemente armava confusão com a vizinhança. Cansados desta situação, juntaram-se e expulsaram-no de lá.
O homem não foi para muito longe, fixando-se a cerca de 1 km, num local na altura deserto. Construiu uma casa de pedra, juntou-se com uma mulher natural de Vale da Serra e constituiu família. Esta foi crescendo e construindo casas do mesmo estilo, mas muito separadas umas das outras, vivendo em cada uma um casal, o que levou os habitantes das outras localidades a chamar àquele lugar os “Casais”.
Como os habitantes dos “Casais” eram gentes fortes, destemidas e valentes, descendentes de um homem muito robusto, aquele lugar passou a ser conhecido como “Casais dos Robustos”, e, mais tarde, “Casais Robustos”, nome que ainda hoje tem e ao qual faz jus!

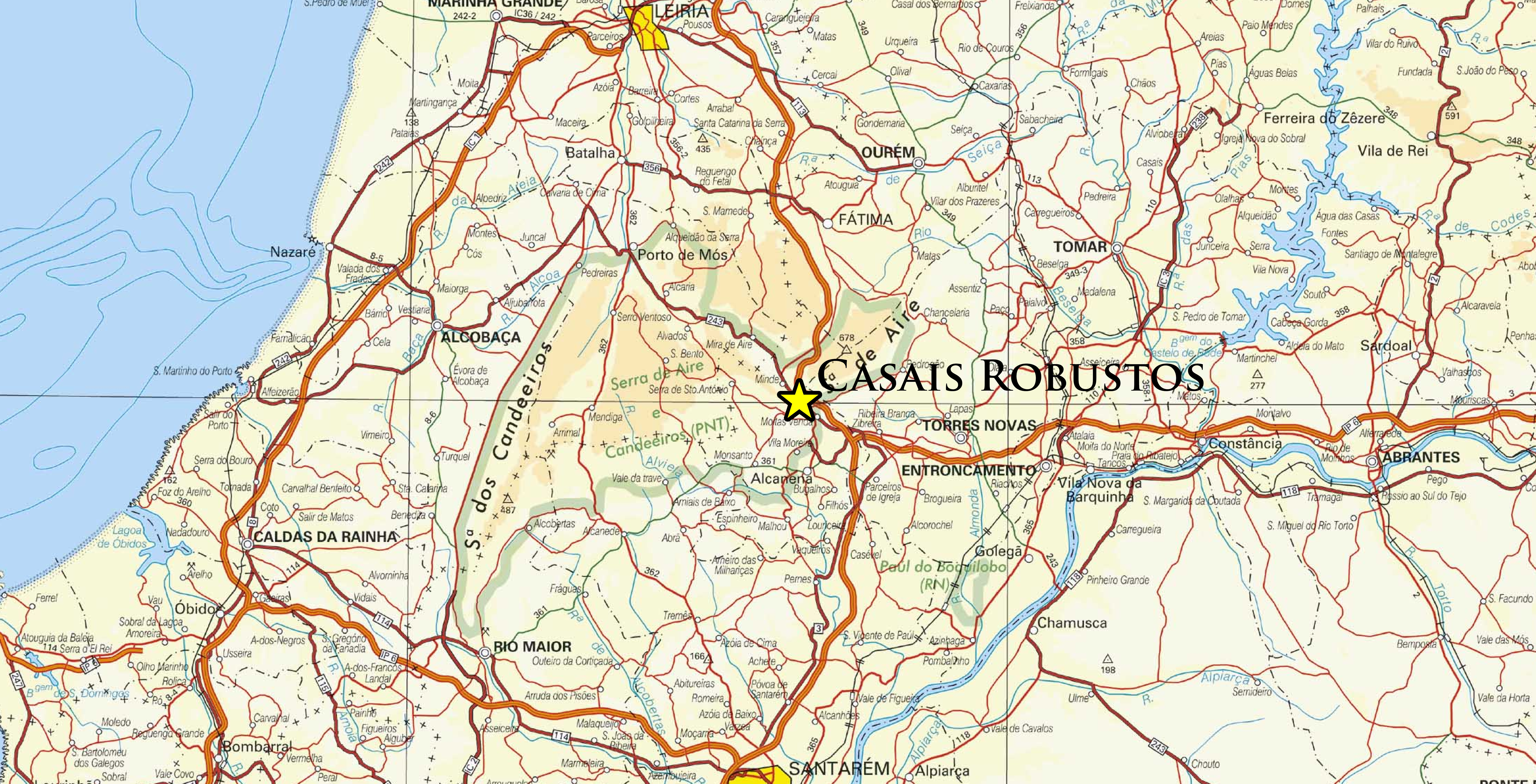
Mapa da região.

## Demografia
| População Total | 0-14 | 15-24 | 25-64 | +65 | Homens | Mulheres |
| --------------- | ---- | ----- | ----- | --- | ------ | -------- |
| 280             | 45   | 41    | 139   | 55  | 137    | 143      |

## Colectividades
A primeira colectividade, a União Recreativa Robustense, tinha sede própria na Rua Principal e o futebol era a sua principal actividade. O "CLUBE" equipava de camisola branca e calções pretos. Em seguida, foi fundado o Centro SócioCultural e Recreativo de Casais Robustos, conhecido pelo "SALÃO", sedeado no Salão Polivalente de Casais Robustos. Esta associação sempre teve uma vertente mais cultural e recreativa, tendo nascido no seio dela a Tuna Infantil de Casais Robustos em 1988, à qual seria dado posteriormente o nome Robustuna Afonsina, quando a ela se juntaram pessoas de outra idades. Entretanto optou-se pela fusão das duas colectividades numa só,que verdadeiramente representasse Casais Robustos em todas as áreas, com cariz desportivo, recreativo e cultural[carece de fontes?].